# La valle delle rose
La valle delle rose (Rainbow Man) è un film del 1929 diretto da Fred C. Newmeyer e interpretato da Eddie Dowling che firmava anche soggetto e sceneggiatura, oltre a essere il produttore del film.

## Trama
Billy Ryan, il figlio di un acrobata morto durante un'esibizione, viene adottato da Rainbow Ryan, un amico del padre, anche lui uomo di spettacolo. Mentre si trovano in una piccola città, Rainbow si innamora di Mary, la figlia di un albergatore che disprezza tutti gli artisti girovaghi e i teatranti. Mary scopre che Billy è suo nipote, il figlio della sorella morta. Dato che il ragazzo ha ormai lasciato la città insieme agli altri artisti e a Rainbow, Mary li segue per riprendere Billy, che vuole riportare a casa. Rainbow, per non crearle problemi con il padre, decide di rinunciare a lei. Ma, poco tempo dopo, Billy scappa quando scopre che lo spettacolo di Rainbow avrà luogo in una città vicina. Mary, a questo punto, decide di restare anche lei con l'uomo che ama.

## Produzione
Il film fu prodotto dalla George W. Weeks Productions.

### Canzoni
- Little Pal, parole e musica di Eddie Dowling e James F. Hanley
- Rainbow Man, parole e musica di Eddie Dowling e James F. Hanley
- Sleepy Valley, parole di Andrew B. Sterling, musica di James F. Hanley
- Tambourine Tune,parole di Jean Herbert, musica di James F. Hanley

## Distribuzione
Il copyright del film, richiesto dalla Paramount Famous Lasky Corp., fu registrato il 17 maggio 1929 con il numero LP390.
Distribuito dalla Paramount Pictures, il film uscì nelle sale cinematografiche USA il 16 maggio 1929.